# Lubersac

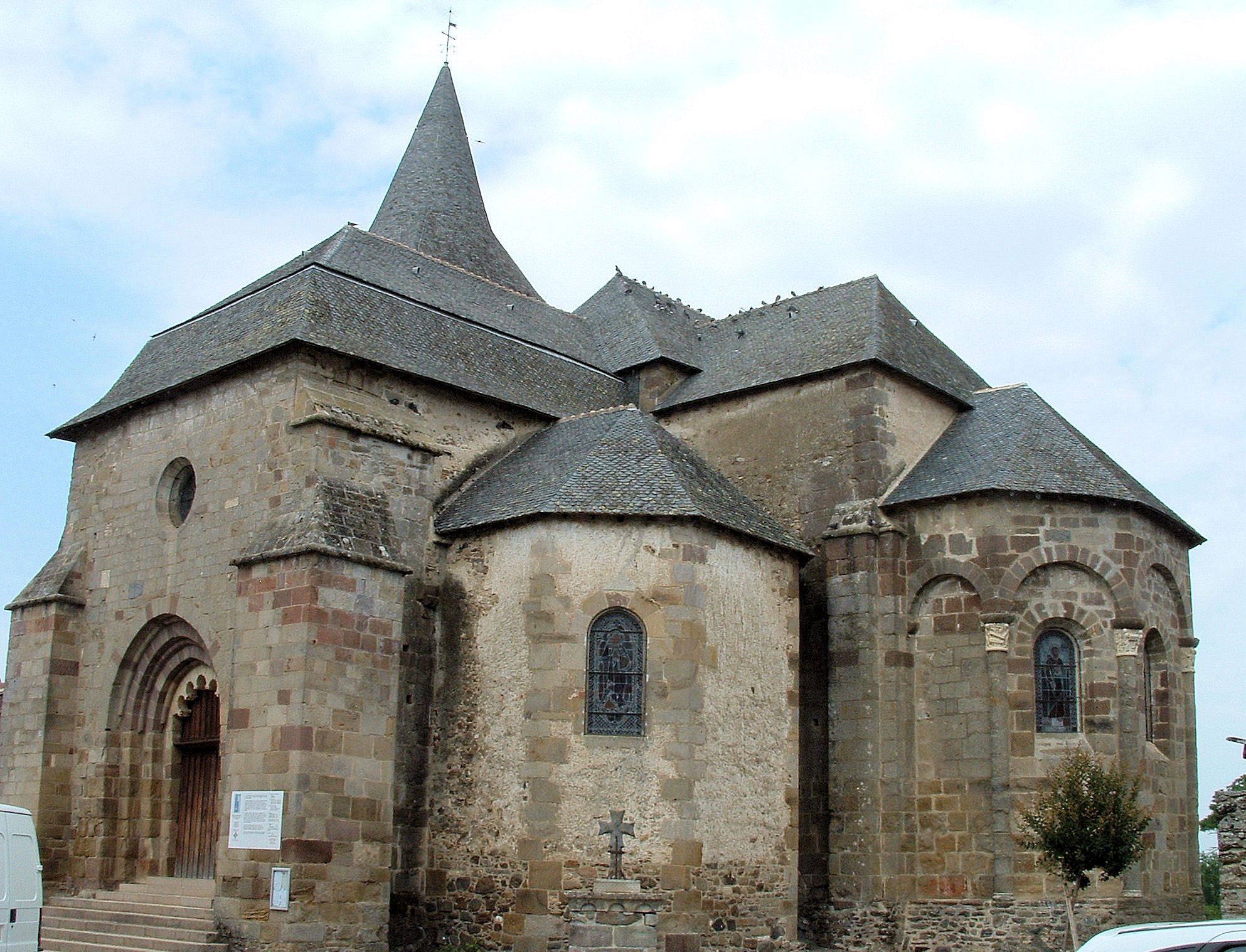
Kościół w Lubersac, 2004

Lubersac – miejscowość i gmina we Francji, w regionie Nowa Akwitania, w departamencie Corrèze.
Według danych na rok 1990 gminę zamieszkiwało 2248 osób, a gęstość zaludnienia wynosiła 39 osób/km² (wśród 747 gmin Limousin Lubersac plasuje się na 41. miejscu pod względem liczby ludności, natomiast pod względem powierzchni na miejscu 17.).